# Alpe Adria Football League 2015
L'Alpe Adria Football League 2015 è stata la 3ª edizione dell'omonimo torneo di football americano.
Ha avuto inizio il 29 marzo e si è conclusa il 27 giugno con la finale vinta per 36-16 dagli sloveni Maribor Generals sui croati Zagreb Patriots.

## Squadre partecipanti
| Club                  | Città    | Stadio | Sponsor ufficiale | Risultato nella stagione 2014 |
| --------------------- | -------- | ------ | ----------------- | ----------------------------- |
| Alp Devils            | Kranj    |        |                   | Vicecampioni AAFL             |
| Belgrade Blue Dragons | Belgrado |        |                   |                               |
| Maribor Generals      | Maribor  |        |                   | Campioni AAFL                 |
| Niš Imperatori        | Niš      |        |                   | Semifinalisti SAAF            |
| Pančevo Panthers      | Pančevo  |        |                   | Campioni IFAF CEI Interleague |
| Sarajevo Spartans     | Sarajevo |        |                   | Quarto posto AAFL             |
| Zagreb Patriots       | Zagabria |        |                   | Terzo posto AAFL              |

## Stagione regolare

### Calendario

#### 1ª giornata
| 28 marzo 2015, ore 15:00 | Niš Imperatori | 0 – 35 (a tavolino) referto | Pančevo Panthers | \| Arbitro: \| Ljubišić \| |
| Arbitro:                 | Ljubišić       |                             |                  |                            |

| 29 marzo 2015 | Maribor Generals | 28 – 21 | Zagreb Patriots |  |

| 29 marzo 2015 | Sarajevo Spartans | 6 – 45 | Alp Devils |  |

#### 2ª giornata
| 11 aprile 2015 | Sarajevo Spartans | 0 – 31 | Maribor Generals |  |

| 12 aprile 2015 | Belgrade Blue Dragons | 0 – 0 | Niš Imperatori |  |

| 12 aprile 2015 | Zagreb Patriots | 21 – 12 | Alp Devils |  |

#### 3ª giornata
| 18 aprile 2015 | Sarajevo Spartans | 0 – 21 | Zagreb Patriots |  |

#### 4ª giornata
| 26 aprile 2015 | Maribor Generals | 13 – 6 | Alp Devils |  |

#### 5ª giornata
| 9 maggio 2015 | Alp Devils | 27 – 6 | Sarajevo Spartans |  |

| 10 maggio 2015 | Belgrade Blue Dragons | 20 – 23 (d.t.s.) (6-7 0-7 8-6 6-0 0-3) | Pančevo Panthers |  |

| 10 maggio 2015 | Zagreb Patriots | 41 – 0 | Maribor Generals |  |

#### 6ª giornata
| 16 maggio 2015 | Zagreb Patriots | 29 – 6 | Sarajevo Spartans |  |

| 17 maggio 2015 | Alp Devils | 13 – 23 | Maribor Generals |  |

#### 7ª giornata
| 30 maggio 2015 | Maribor Generals | 33 – 0 | Sarajevo Spartans |  |

| 31 maggio 2015 | Alp Devils | 0 – 35 | Zagreb Patriots |  |

### Classifica
La classifica della regular season è la seguente:
- PCT = percentuale di vittorie, G = partite giocate, V = partite vinte, P = partite perse, PF = punti fatti, PS = punti subiti
- La qualificazione ai playoff è indicata in verde

#### Girone Ovest
| Pos. | Squadra           | PCT   | G | V | P | PF  | PS  |
| ---- | ----------------- | ----- | - | - | - | --- | --- |
| 1    | Zagreb Patriots   | 0.833 | 6 | 5 | 1 | 168 | 46  |
| 2    | Maribor Generals  | 0.833 | 6 | 5 | 1 | 128 | 81  |
| 3    | Alp Devils        | 0.333 | 6 | 2 | 4 | 103 | 104 |
| 4    | Sarajevo Spartans | 0.000 | 6 | 0 | 6 | 18  | 186 |

#### Girone Est
| Pos. | Squadra               | PCT   | G | V | N | P | PF | PS |
| ---- | --------------------- | ----- | - | - | - | - | -- | -- |
| 1    | Pančevo Panthers      | 1.000 | 2 | 2 | 0 | 0 | 58 | 20 |
| 2    | Belgrade Blue Dragons | 0.250 | 2 | 0 | 1 | 1 | 20 | 23 |
| 3    | Niš Imperatori        | 0.250 | 2 | 0 | 1 | 1 | 0  | 35 |

## Playoff

### Tabellone
|  | Semifinali | Semifinali            | Semifinali |                  |     | Finale          | Finale | Finale |  |
|  |            |                       |            |                  |     |                 |        |        |  |
|  | 1-O        | Zagreb Patriots       | 10         |                  |     |                 |        |        |  |
|  | 1-O        | Zagreb Patriots       | 10         |                  |     |                 |        |        |  |
|  | 2-E        | Belgrade Blue Dragons | 8          |                  |     |                 |        |        |  |
|  | 2-E        | Belgrade Blue Dragons | 8          |                  | 1-O | Zagreb Patriots | 16     |        |  |
|  |            |                       |            |                  | 1-O | Zagreb Patriots | 16     |        |  |
|  |            |                       | 2-O        | Maribor Generals | 36  |                 |        |        |  |
|  | 1-E        | Pančevo Panthers      | 2-O        | Maribor Generals | 36  | 28              |        |        |  |
|  | 1-E        | Pančevo Panthers      |            |                  |     |                 |        |        |  |
|  | 2-O        | Maribor Generals      | 36         |                  |     |                 |        |        |  |

### Semifinali
| 13 giugno 2015 | Zagreb Patriots | 10 – 8 (3-0 7-8 0-0 0-0) | Belgrade Blue Dragons |  |

| 21 giugno 2015 | Pančevo Panthers | 28 – 36 | Maribor Generals |  |

### Alpe Adria Bowl III
| 27 giugno 2015 | Zagreb Patriots | 16 – 36 | Maribor Generals |  |

## Verdetti
- Maribor Generals Campioni Alpe Adria Football League 2015